# Edward Pigott
Edward Pigott (n. 27 martie 1753, Bath, Anglia, Regatul Marii Britanii – d. 27 iunie 1825, Bath, Anglia, Regatul Unit al Marii Britanii și Irlandei) a fost un astronom englez, cunoscut pentru munca sa asupra stelelor variabile.

## Biografie
Fiul născut din căsătoria unei belgiene din Louvain cu astronomul Nathaniel Pigott⁠(d), Pigott a fost educat în Franța. Familia s-a mutat la York în 1781. În ciuda unei diferențe de vârstă semnificative, a fost prieten și colaborator al lui John Goodricke (vărul său îndepărtat), până la urmă moartea prematură a acestuia din urmă, la vârsta de 21 de ani în 1786.
Munca lui Pigott s-a concentrat pe stelele variabile. În 1784, Pigott a informat Societatea Regală de descoperirea unei noi stele variabile. Aceasta era Eta Aquilae⁠(d), pe care el o identificase în anul precedent. El a corespondat cu cei mai importanți astronomi ai zilei, inclusiv William Herschel și Nevil Maskelyne.
Pigott s-a mutat la Bath în 1796. Caietele lui de note supraviețuiesc la Arhivele Orașului York Arhivat în 29 februarie 2016, la Wayback Machine..

## Onoruri
Asteroidul 10220 Pigott este numit după Edward și tatăl său. Acesta a fost descoperit de către Roy A. Tucker⁠(d) la observatorul din Tucson, Arizona, care a fost numit Goodricke-Pigott⁠(d) în memoria celor doi prieteni astronomi.

## Linkuri externe
- M. L. franceză, John Goodricke, Edward Pigott, și Studiul Lor privind Stelele Variabile